# Walter Schönholzer
Walter Schönholzer (* 20. November 1965 in Neukirch an der Thur) ist ein Schweizer Politiker (FDP.Die Liberalen). Er ist seit dem 1. Juni 2016 Regierungsrat des Kantons Thurgau und Chef des Departements für Inneres und Volkswirtschaft.

## Biografie
Walter Schönholzer ist in Neukirch an der Thur wohnhaft. Er ist Bürger von Kradolf-Schönenberg (TG) und Sulgen TG. Er ist mit Anna Schönholzer-Bösch verheiratet und ist Vater von vier Kindern.

## Ausbildung und Beruf
Nach der obligatorischen Schulzeit im Kanton Thurgau absolvierte Walter Schönholzer eine kaufmännische Berufslehre. Ein längerer Sprachaufenthalt in Paris rundete diese Ausbildungszeit ab.
Von 1987 bis 2006 war er bei der Lista AG in Erlen in verschiedenen Funktionen tätig, zuletzt als Verkaufsleiter Export und Sales Support.

## Politische Tätigkeit
Gleichzeitig startete er seine politische Karriere und war von 1996 bis 2006 Gemeinderat in Kradolf-Schönenberg und von 2006 bis 2016 Gemeindepräsident von Kradolf-Schönenberg. Dem Thurgauer Kantonsrat gehörte er ab dem Jahr 2009 bis zu seiner Wahl in den Regierungsrat 2016 an. Zugleich war er von 2011 bis 2015 Präsident der Regionalplanungsgruppe Mittelthurgau, von 2012 bis 2016 Mitglied der Raumplanungskommission und von 2013 bis 2016 Präsident der FDP.Die Liberalen Thurgau.
2016 wurde er in den Regierungsrat gewählt und übernahm dort das Departement für Inneres und Volkswirtschaft.